# Jimmy Neutron, un garçon génial
Pour la série, voir Jimmy Neutron.
Pour les articles homonymes, voir Neutron (homonymie).
 (janvier 2020).
Si vous disposez d'ouvrages ou d'articles de référence ou si vous connaissez des sites web de qualité traitant du thème abordé ici, merci de compléter l'article en donnant les références utiles à sa vérifiabilité et en les liant à la section « Notes et références ».
Pour plus de détails, voir Fiche technique et Distribution.
Jimmy Neutron, un garçon génial (Jimmy Neutron: Boy Genius) est un film d'animation américain réalisé par John A. Davis et sorti en 2001. Il a inspiré la série télévisée Jimmy Neutron.

## Synopsis
James Isaac Neutron, alias Jimmy, est un petit garçon habitant à Retroville. C'est un petit génie mais à l'école il est le souffre-douleur de certains de ses camarades qui le traitent de « grosse tête », « minus », « modèle réduit » et le surnomment « Neuneutron ». Jimmy est amoureux de Cindy Vortex, ils se disputent tout le temps pour ne pas montrer qu'ils s'aiment. Carl et Sheen sont les meilleurs amis de Jimmy et l'accompagnent partout.
Jimmy veut essayer d'aller à un parc d'attractions pendant que ses parents ont le dos tourné, mais, pendant ce temps là, se font kidnapper...

## Fiche technique
- Titre original : Jimmy Neutron: Boy Genius
- Titre français : Jimmy Neutron: Un Garçon Génial
- Réalisation : John A. Davis
- Scénario : John A. Davis et Steve Oedekerk
- Montage : Gregory Perler
- Musique : John Debney
- Production : John A. Davis et Albie Hecht
- Société de production : Paramount Pictures
- Sociétés de distribution : Paramount Pictures (États-Unis), United International Pictures (France)
- Pays d'origine : États-Unis
- Langue originale : Anglais
- Langue originale : France
- Durée : 90 min
- Dates de sortie :
  - États-Unis : 21 décembre 2001
  - France : 6 février 2002

## Distribution

### Voix originales
- Debi Derryberry :  Jimmy Neutron
- Patrick Stewart : Roi Goobot
- Martin Short : Ooblar
- Rob Paulsen : Carl Wheezer / Ebenezer Wheezer / Martha Wheezer
- Carolyn Lawrence :  Cindy Vortex / Sasha Vortex
- Jeffrey Garcia :  Sheen Estevez
- Crystal Scales :  Libby Folfax / Britney
- Frank Welker : Goddard / voix diverses
- Candi Milo : Nick Dean
- David L. Lander :  garde Yolkian / Gus
- Megan Cavanagh : Judy Neutron / VOX
- Mark DeCarlo :  Hugh Neutron
- Carlos Alazraqui : Harp Estevez
- Jim Cummings :  Ultra Lord / Mission Control / le général Bob
- Keith Alcorn :  Bobby / Kid / Control Yokian
- Kimberly Brooks :  Zachery / le journaliste / Angie Folfax
- Andrea Martin :  Winfred Fowl
- Laraine Newman : l'hôtesse

### Voix françaises
- Galilée Herson-Macarel : Jimmy Neutron
- Jacques Frantz : Roi Goobot
- Julien Bouanich : Carl Wheezer
- Lucile Boulanger : Cindy Vortex
- Axel Kiener : Sheen Estevez
- Fily Keita : Libby Folfax
- Emmanuel Curtil : Hugh Neutron
- Sophie Riffont : Judy Neutron
- Véronique Augereau : Winfred Fowl
- Pierre Tessier : Ooblar
- Antoine Tomé : Ebenezer Wheezer, Ultralord
- Sylvie Jacob : la commentatrice
- Philippe Bozo
- Christophe Lemoine
- Donald Reignoux

## Distinctions

### Nominations
- Oscars 2001 : Meilleur long métrage d'animation

## Bande originale
Les chansons du film Leave It Up To Me, A.C.'s Alien Nation et Go Jimmy, Jimmy sont de Aaron Carter. Les Backstreet Boys, quant à eux, signent la chanson The Answer to Our Lives. Britney Spears interprète Intimidated.
La bande originale comprend aussi les singles Kids in America du groupe No Secrets et Parents Just Don't Understand de Lil' Romeo, 3LW et Nick Cannon.
À noter que la version francophone de la bande originale comprend le premier single de la chanteuse Priscilla Betti : Quand je serai jeune.
| No  | Titre                                           | Artist                         | Durée |
| --- | ----------------------------------------------- | ------------------------------ | ----- |
| 1.  | Leave It Up to Me                               | Aaron Carter                   | 2:59  |
| 2.  | Pop (Deep Dish Cha-Ching Remix)                 | NSYNC                          | 4:13  |
| 3.  | Parents Just Don't Understand (Teddy Riley Mix) | Lil' Romeo, 3LW et Nick Cannon | 3:55  |
| 4.  | Intimidated                                     | Britney Spears                 | 3:17  |
| 5.  | He Blinded Me with Science                      | Melissa Lefton et The Matrix   | 3:15  |
| 6.  | A.C.'s Alien Nation                             | Aaron Carter                   | 3:23  |
| 7.  | Kids in America                                 | No Secrets                     | 3:06  |
| 8.  | The Answer to Our Life                          | Backstreet Boys                | 3:17  |
| 9.  | I Can Count on You                              | True Vibe                      | 3:46  |
| 10. | We Got the Beat                                 | The Go-Go's                    | 2:31  |
| 11. | Go Jimmy, Jimmy                                 | Aaron Carter                   | 2:38  |
| 12. | Parents Just Don't Understand (Bonus Mix)       | Lil' Romeo, 3LW et Nick Cannon | 3:52  |
| 13. | The Chicken dance                               | Stupid                         | 1:32  |
| 14. | Quand je serai jeune                            | Priscilla Betti                | 4:09  |
| 15. | Blitzkrieg Bop                                  | The Ramones                    | 2:12  |
| 16. | Jimmy Neutron Theme                             | Bowling for Soup               | 2:08  |
| 17. | Jimmy Neutron Theme (Bonus)                     | Bowling for Soup               | 0:30  |

## Anecdotes
- Une fois dans l'espace, Jimmy Neutron et ses amis se reposent sur une planète. L'histoire d'horreur que Nick leur raconte avant de s'endormir est inspiré du Projet Blair Witch.